# فیلم‌های جدید اسکوبی دو
فیلم‌های جدید اسکوبی دو (انگلیسی: The New Scooby-Doo Movies) یک مجموعه تلویزیونی کمدی معمایی است که توسط هانا باربرا تولید و مابین سال‌های ۱۹۶۹ تا ۱۹۷۰ از شبکهٔ سی‌بی‌اس پخش شد.

## فصل‌های مجموعه
| فصل | قسمت‌ها | قسمت‌ها | تاریخ اصلی روی آنتن رفتن | تاریخ اصلی روی آنتن رفتن |
| فصل | قسمت‌ها | قسمت‌ها | اولین بار                | آخرین بار                |
| --- | ------ | ------ | ------------------------ | ------------------------ |
| ۱   | ۱۶     | ۱۶     | ۹ سپتامبر ۱۹۷۲           | ۲۳ دسامبر ۱۹۷۲           |
| ۲   | ۸      | ۸      | ۸ سپتامبر ۱۹۷۳           | ۲۷ اکتبر ۱۹۷۳            |

## صداپیشگان

### اصلی
- دان مسیک
- کیسی کیزم
- فرانک ولکر
- نیکول جفی
- هدر نورث

### میهمان
- دان آدامز
- جان آستین
- جو بسر
- داز باتلر
- لری فاین
- جو دریتا
- تد کسیدی
- تیم کانوی
- جکی کوگان
- فیلیس دیلر
- سندی دانکن
- دیک ون دایک
- کاس الیوت
- جودی فاستر
- لری هارمون
- جیم مک‌جرج
- پت هرینگتون جونیور
- کیسی کیزم
- دیک گریسون
- دان ناتز
- کارولین جونز
- دیوی جونز
- جری رید
- اولان سول
- جانت والدو
- جاناتان وینترز